# Cannaregio
Cannaregio (Canaregio en vénitien) est le plus septentrional des six sestieri de Venise. C'est sur ce sestiere qu'arrive le pont de la Liberté qui relie la ville au continent et le pont des Lagunes du chemin de fer.

## Géographie

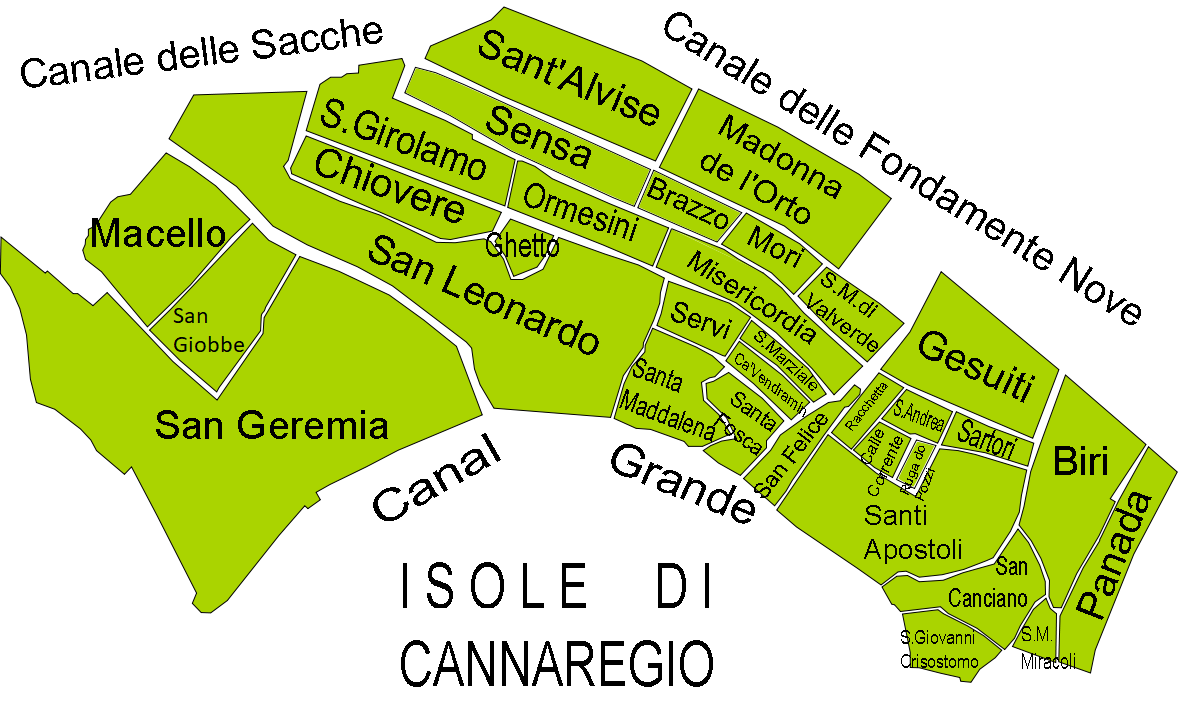
Les îlots de Cannaregio.

Cannaregio est délimité au nord par la lagune, jusqu'au canal des Mendiants. La limite avec le sestiere de Castello est déterminée par ce canal vers le sud jusqu'au rio de Santa Marina. Se dirigeant vers l'ouest, la limite suit alors ce dernier canal, puis le rio de San Lio et le rio del Fontego dei Tedeschi, qui le sépare du sestiere de San Marco, jusqu'au Grand Canal. La grande voie d'eau sert de limite avec les sestieri de San Polo et de Santa Croce.
Le canal principal est le canal de Cannaregio qui relie le Grand Canal, à la hauteur de l'église San Geremia, avec la lagune. Deux ponts franchissent ce canal : le Ponte delle Guglie dont les quatre angles sont décorées d'obélisques, d'où son nom, et le Ponte dei Tre Archi. Cette dernière construction à trois arches est l'unique pont de ce style à Venise.
Le territoire de Cannaregio fut subdivisé en treize contrade ou quartiers:
1. Santi Apostoli, autour de l'église Santi Apostoli ;
2. San Canzian, autour de l'église San Canciano ;
3. San Felice, autour de l'église San Felice ;
4. Santa Fosca, autour de l'église Santa Fosca ;
5. San Geremia, autour de l'église San Geremia ;
6. San Lunardo, autour de l'église San Leonardo (déconsacrée) ;
7. Santa Lucia, autour de l'église Santa Lucia (démolie) ;
8. Maddalena, autour de l'église Santa Maria Maddalena ;
9. San Marcuola, autour de l'église Santi Ermagora e Fortunato ;
10. Santa Maria Nuova, autour de l'église Sta. Maria Assunta ;
11. San Marzillan, autour de l'église San Marziale ;
12. Santa Sofia, autour de l'Église Santa Sofia ;
13. San Zuane Grisostomo, autour de l'église San Giovanni Grisostomo.

## Histoire
Le nom dériverait des cannes et des roseaux qui occupaient cet espace quand il était inhabité. Son premier nom était Canacleclo. Cette hypothèse semble confirmée par un document de 1410 qui énonce : « Cannaregio imperciochè era chanedo et paludo con chanelle. »
Une autre hypothèse trouve l'origine du nom dans le Canal Regio (le canal royal) qui permettait d'entrer facilement dans la ville pour quelqu'un qui venait du continent.
Cannaregio ne s'est développé vers le nord qu'à la fin du XIVe siècle. À partir des noyaux de San Marcuola, San Geremia et Santa Fosca se sont successivement développés le couvent de Madonna de l'Orto (en 1192), les Servites (en 1318), San Girolamo (1364), Saint Alvise et Saint Job (1390).
Cannaregio est aussi le lieu où fut établi le premier ghetto, le 29 mars 1516.

## Églises et monuments

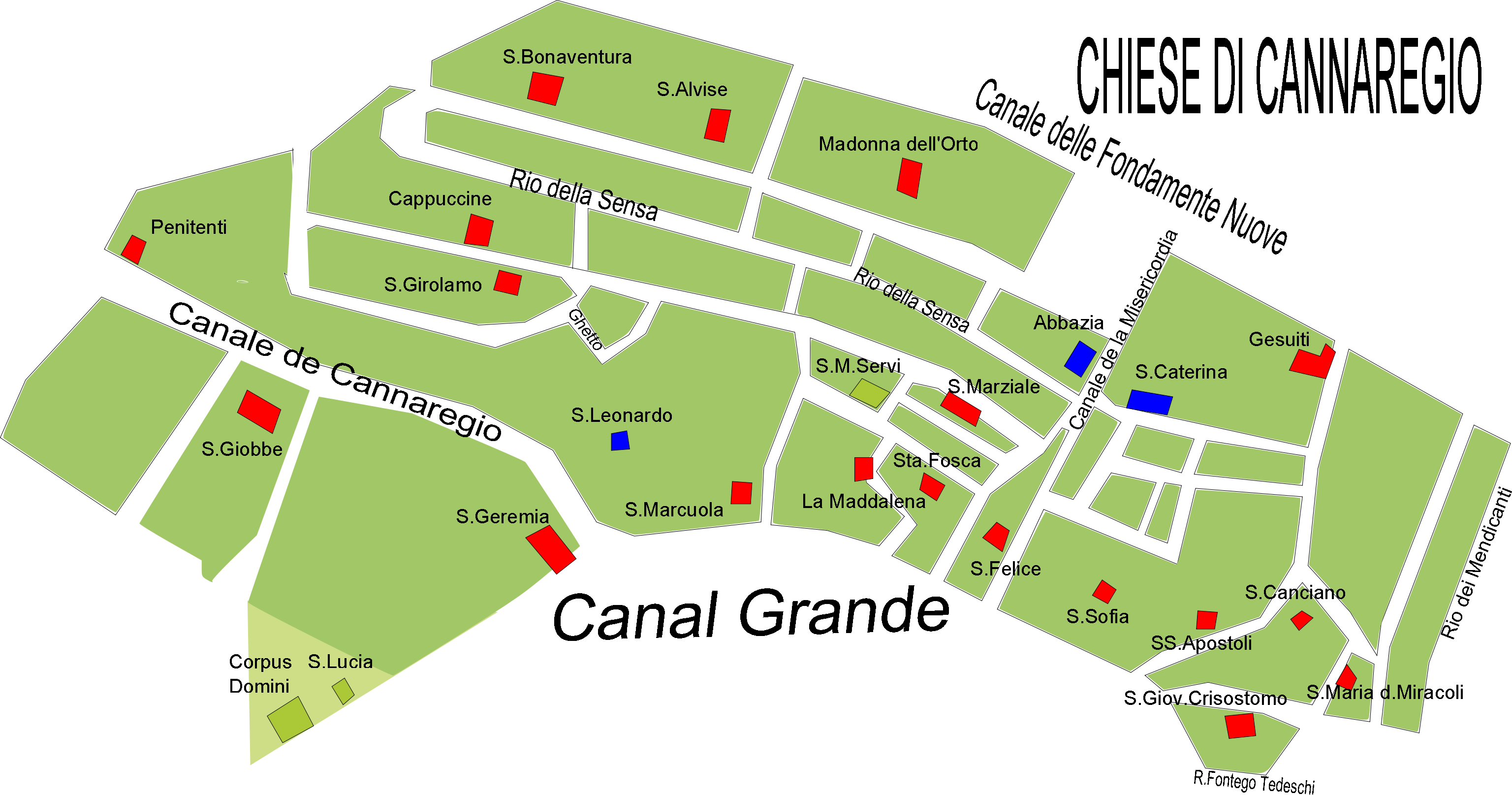
Les églises de Cannaregio

Cannaregio possède notamment quatre belles églises : Sant'Alvise, la Madonna dell'Orto, Santa Maria Assunta (les Gesuiti) et la splendide Église Santa Maria dei Miracoli. En outre on peut y voir l'église des Déchaussés (Scalzi) près de la gare de Santa Lucia, San Giobbe, San Marcuola, San Felice, Santa Sofia, Santa Fosca, San Marziale, Santa Maria della Misericordia, Saint Jean Chrysostome et enfin les deux grandes églises de San Geremia et des Saints Apôtres.
Deux beaux palais bordent le Grand Canal : le Palais Vendramin Calergi qui, l'hiver, sert de casino municipal ; le Palais Erizzo alla Maddalena ; et surtout un des plus beaux bâtiments gothiques de la Sérénissime, la Ca' d'Oro.
Comme il a été dit, Cannareggio abrite le Ghetto avec ses synagogues et un émouvant monument rappelant la déportation des Juifs de Venise.
Cannaregio possède un chemin urbain qui constitue le premier contact avec Venise pour les visiteurs sortant de la gare de Santa Lucia et qui se rendent au Rialto et Saint Marc. Très typique est la suite de ruelles et de ponts entre le Campo des Santi Apostoli et Saint Jean Chrysostome.
Au nord, la promenade qui longe la lagune, les Fondamente Nuove, allie le côté pratique de la station des vaporettos pour l'île de San Michele où se trouve le cimetière, Murano, Burano et Torcello, avec des vues splendides et dégagées sur la lagune.
Le sestiere héberge la prison pour hommes de Santa Marta, longée par le Rio Terrà (c'est-à-dire comblé) dei Pensieri, appelé ainsi parce que les prisonniers, avant d'entrer dans la prison, devaient faire un long parcours à pied qui leur donnaient le temps « de réfléchir à leurs erreurs ».
Entre la gare et l'église de San Giobbe un quartier à l'architecture moderne autour du Campo Saffa étonne les touristes qui s'y égarent. 

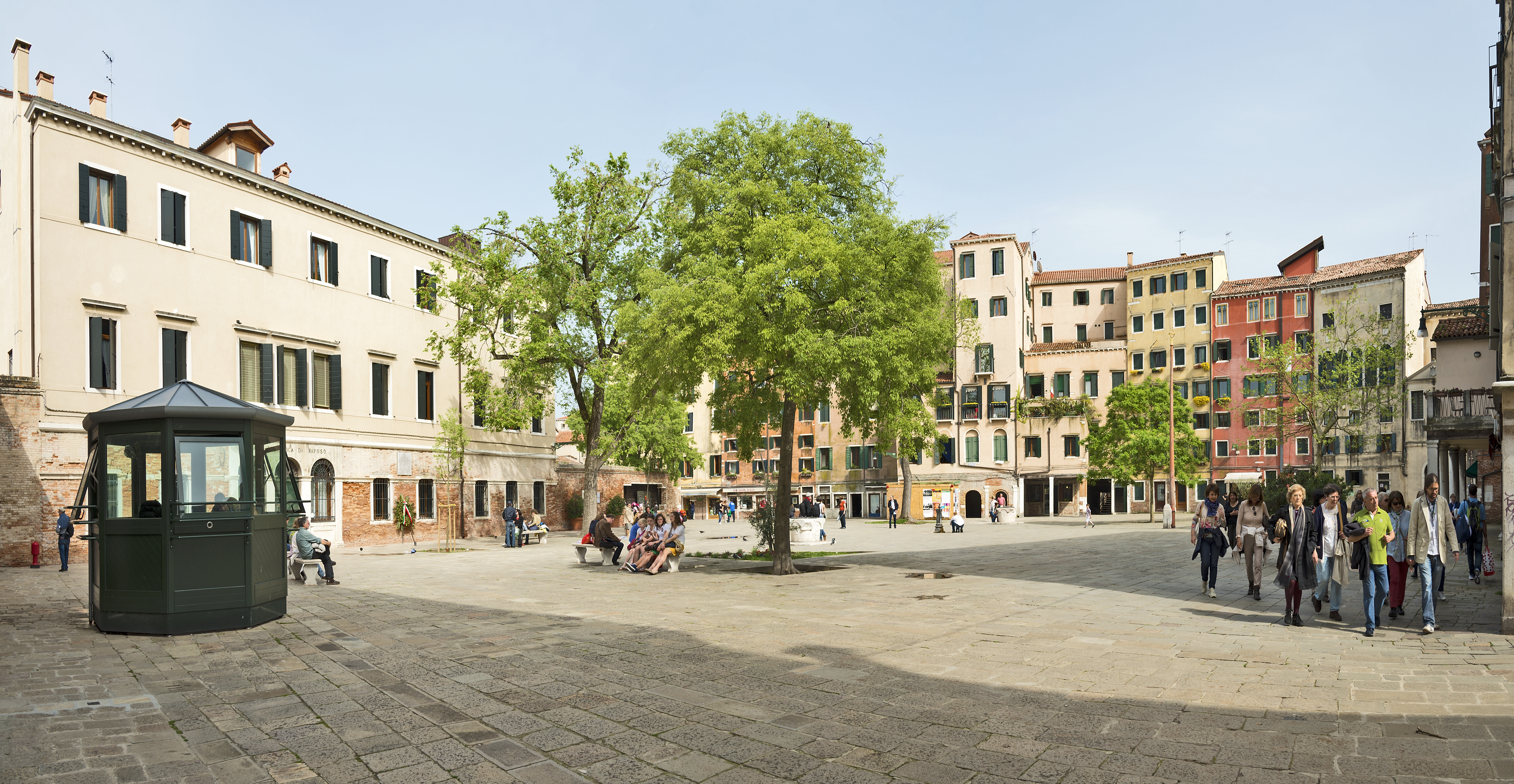
Le ghetto de Venise.
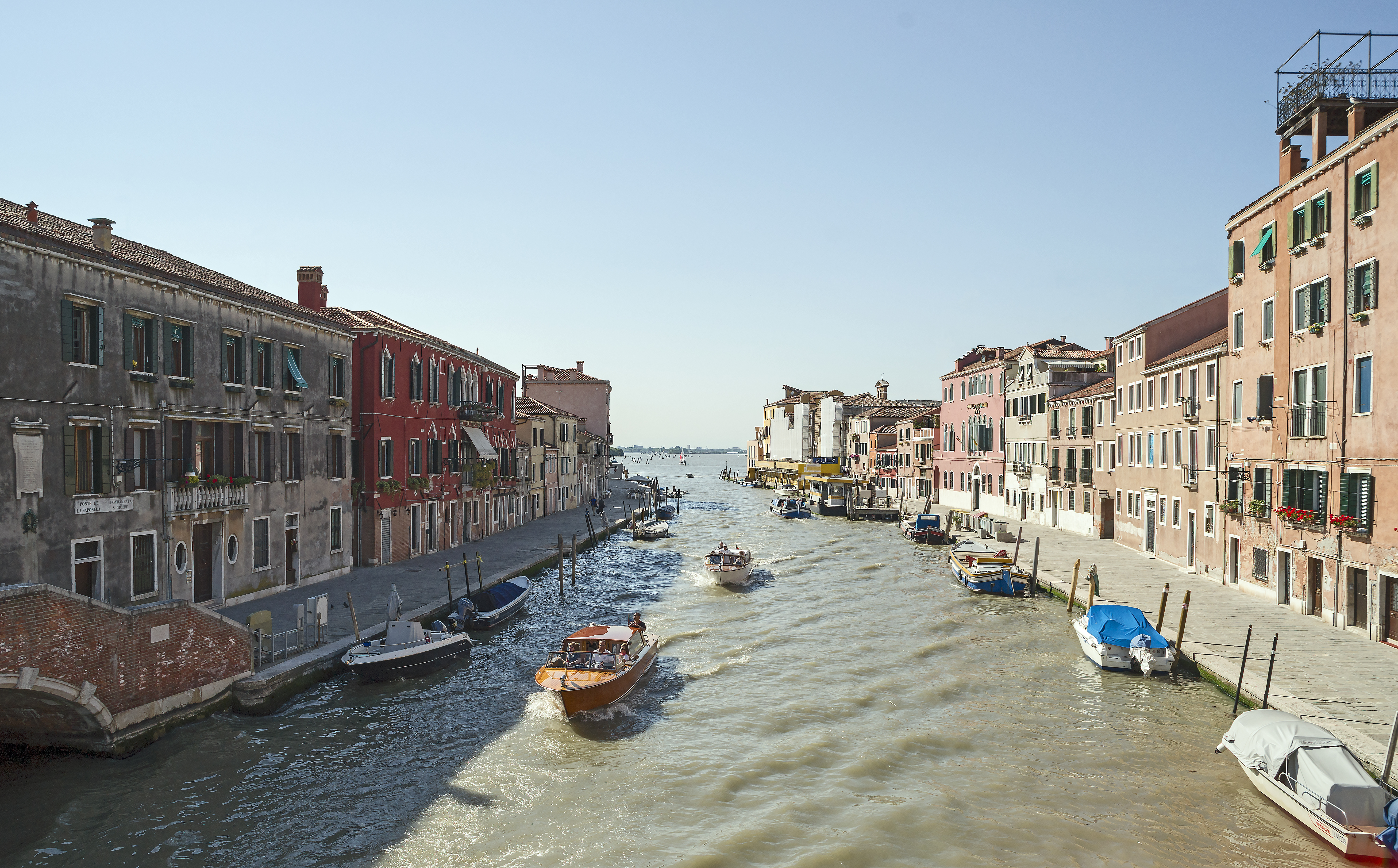
Le Canal de Cannaregio.
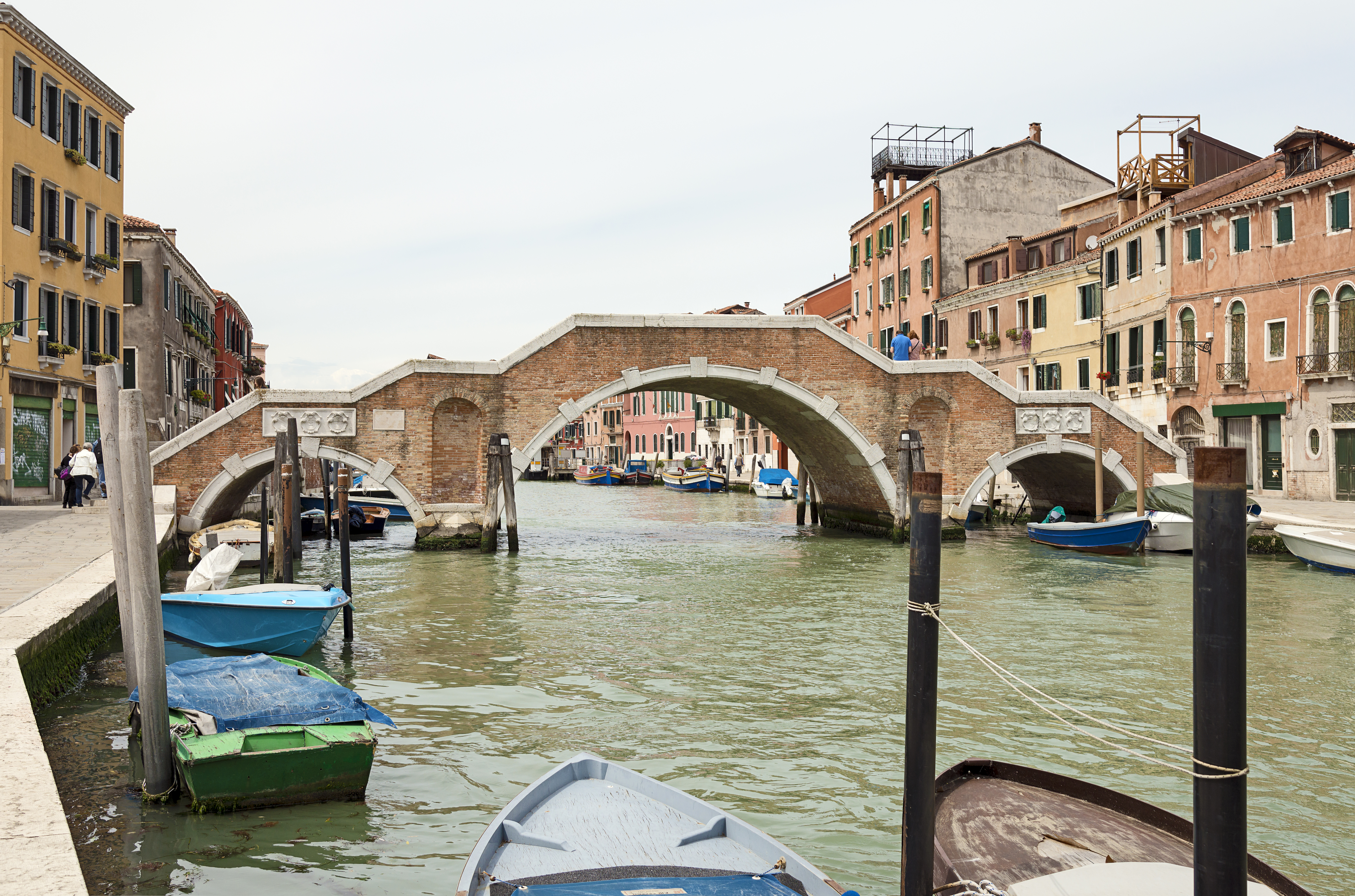
Pont des Trois Arches sur le canal de Canareggio.
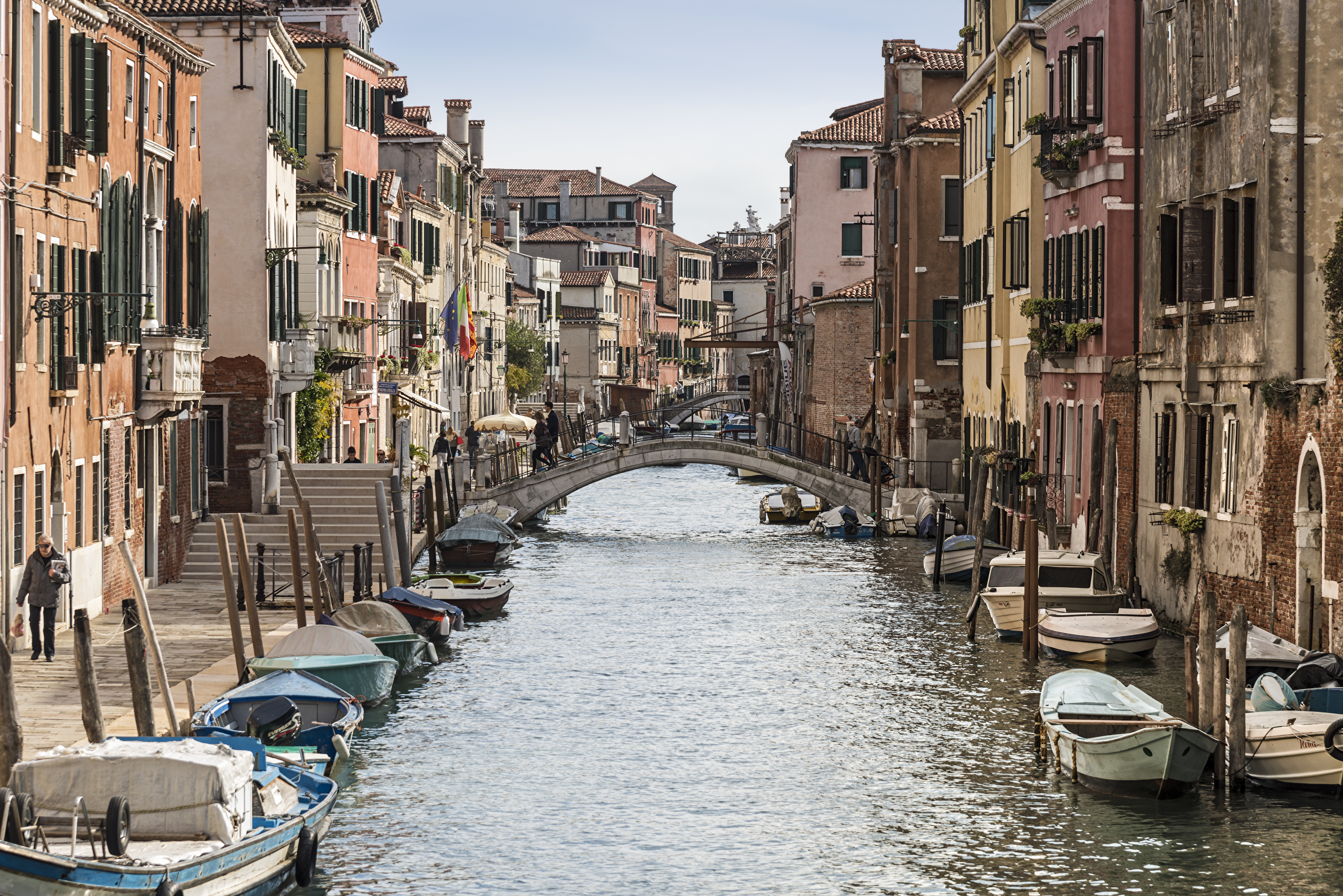
Le rio de la Sensa.
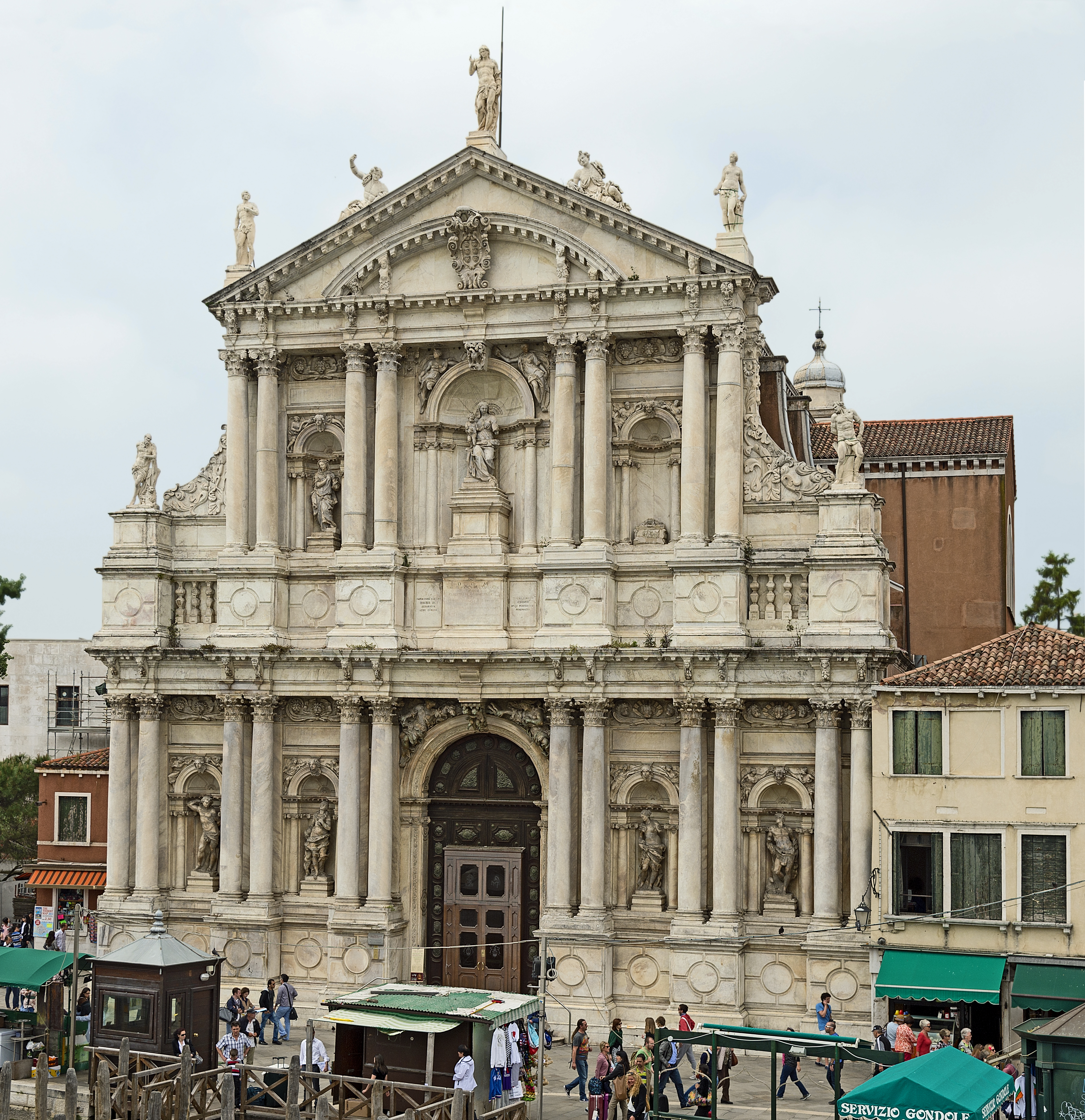
L'église Santa Maria di Nazareth.
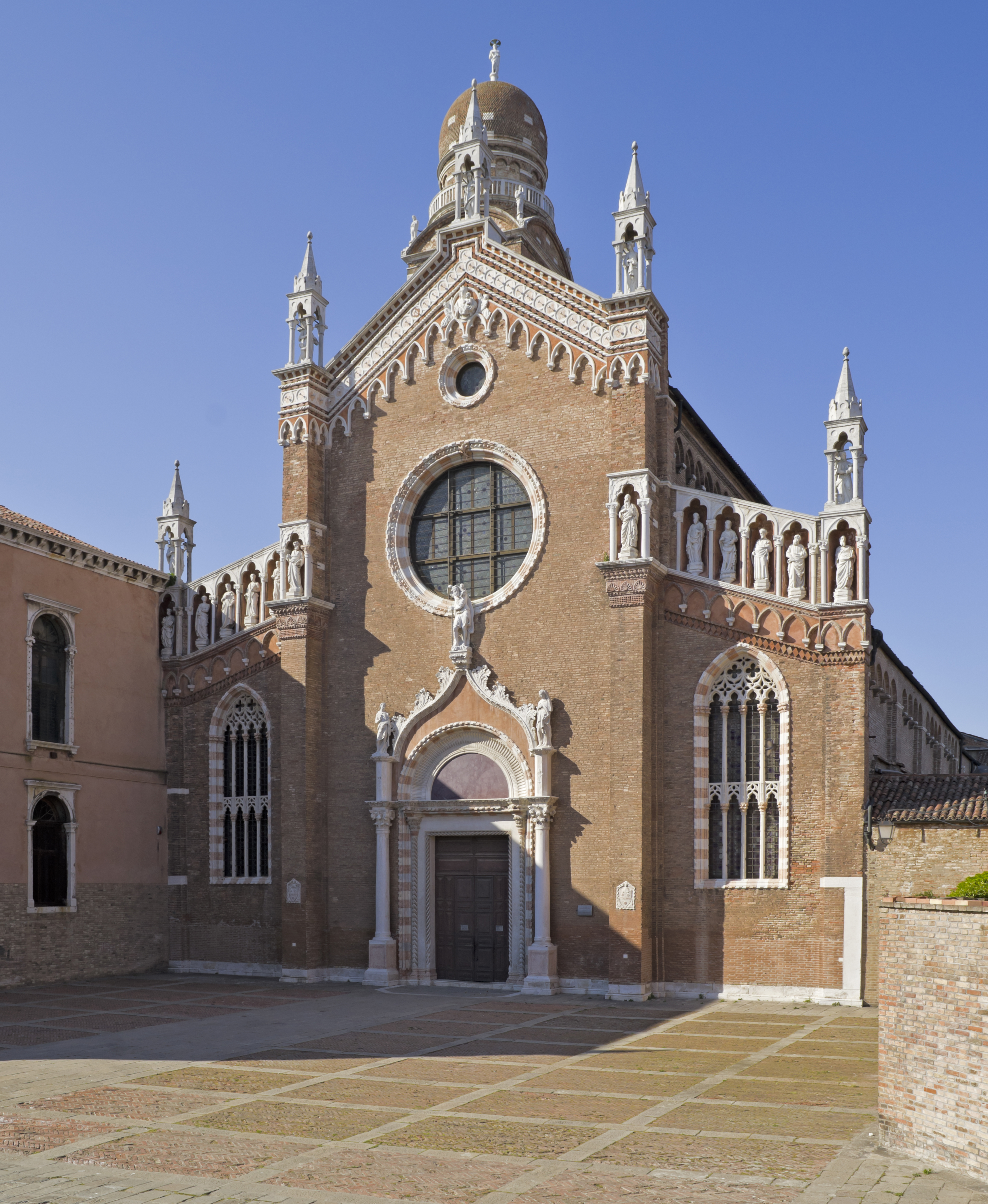
Madonna dell'Orto.
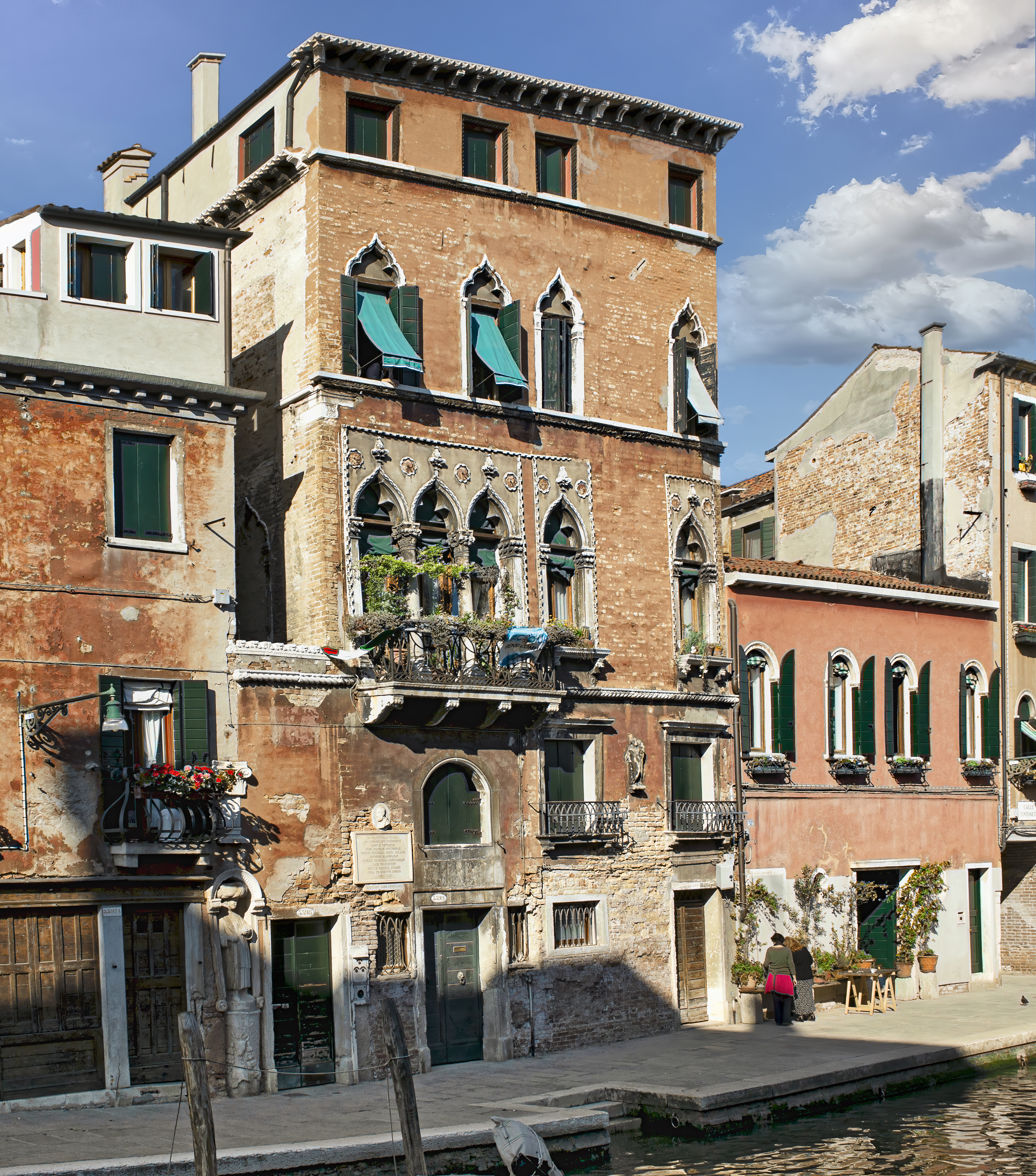
Maison du Tintoretto "Fondamenta dei mori".
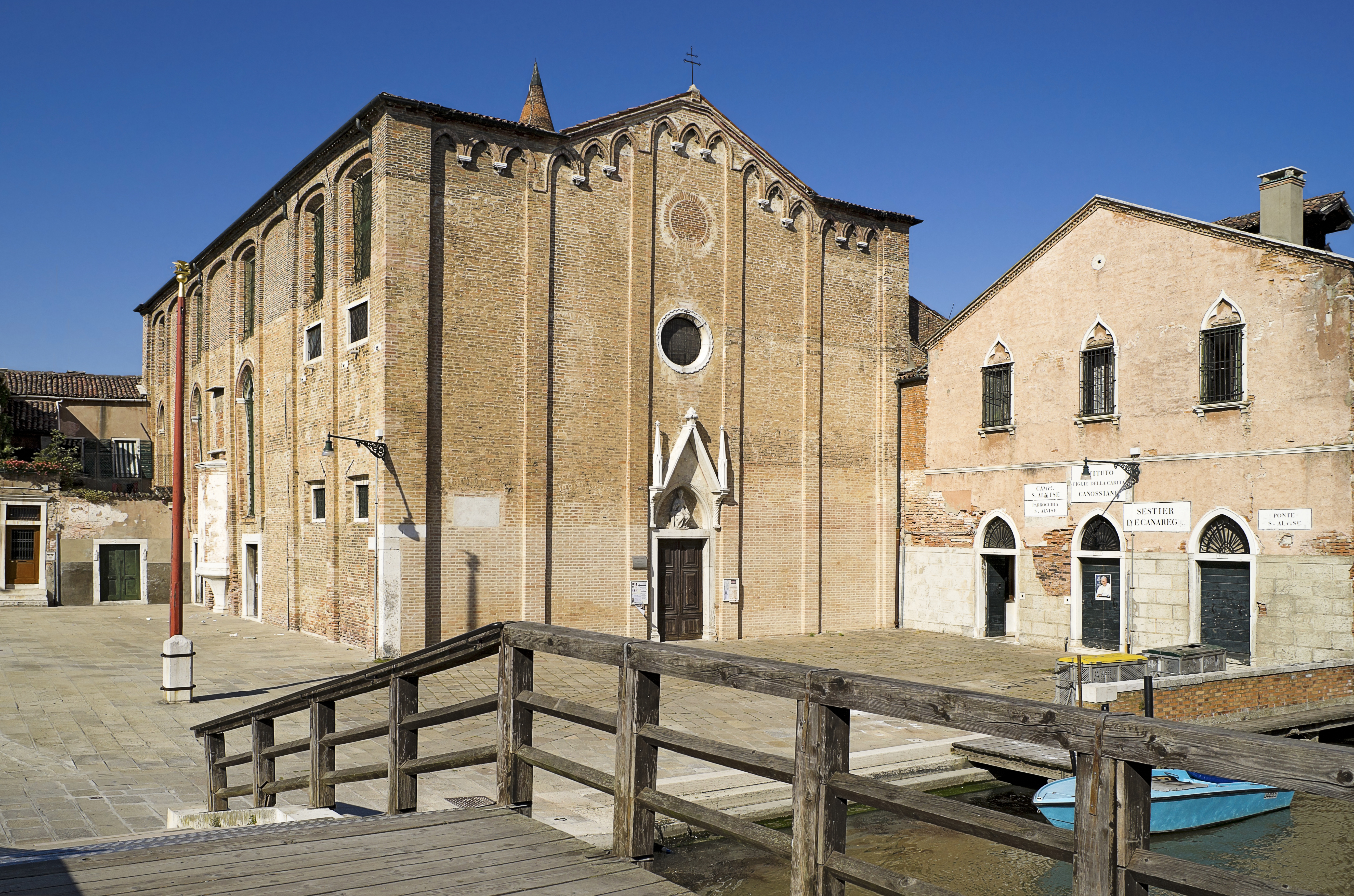
Église Sant'Alvise.
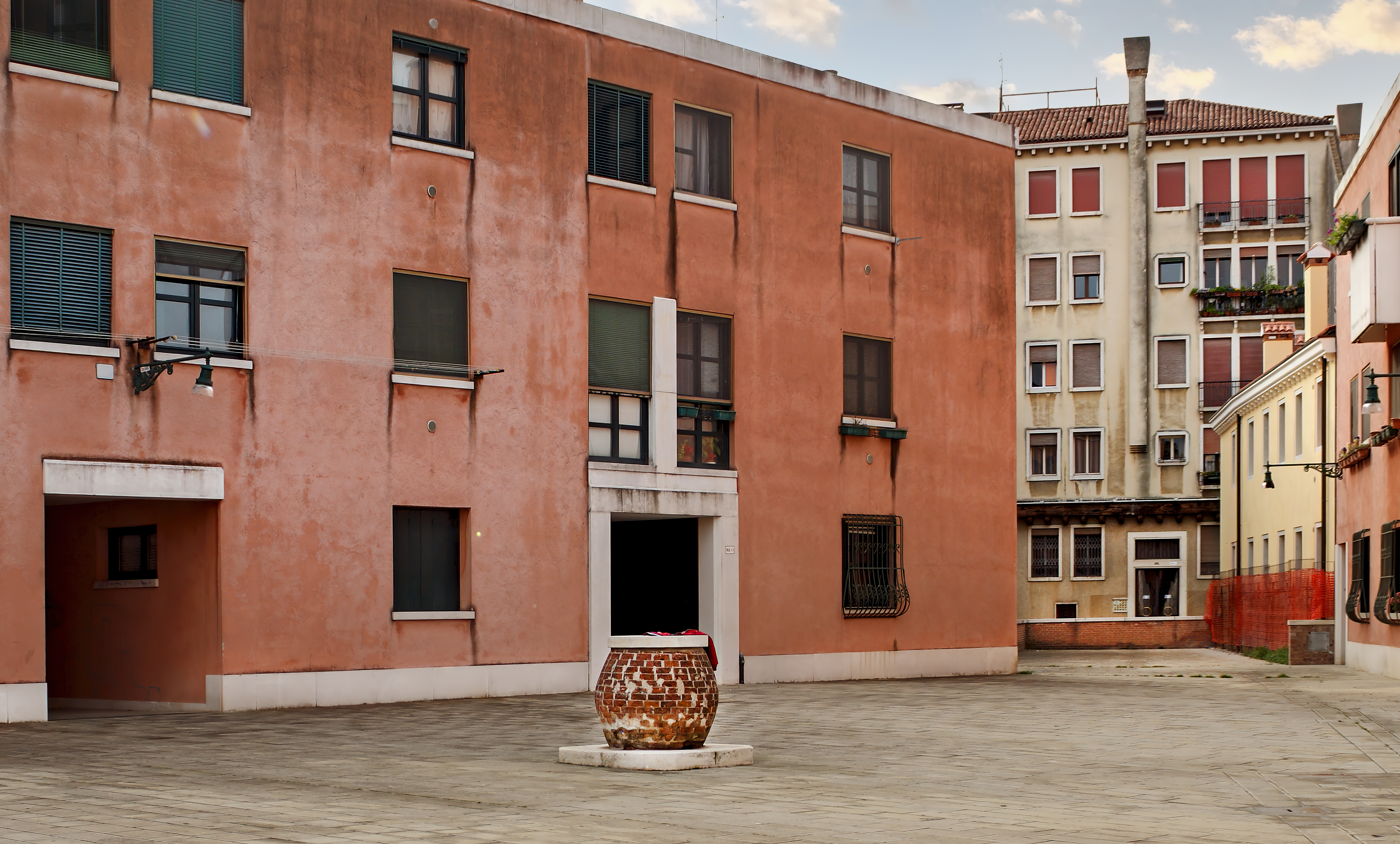
Campo Saffa.
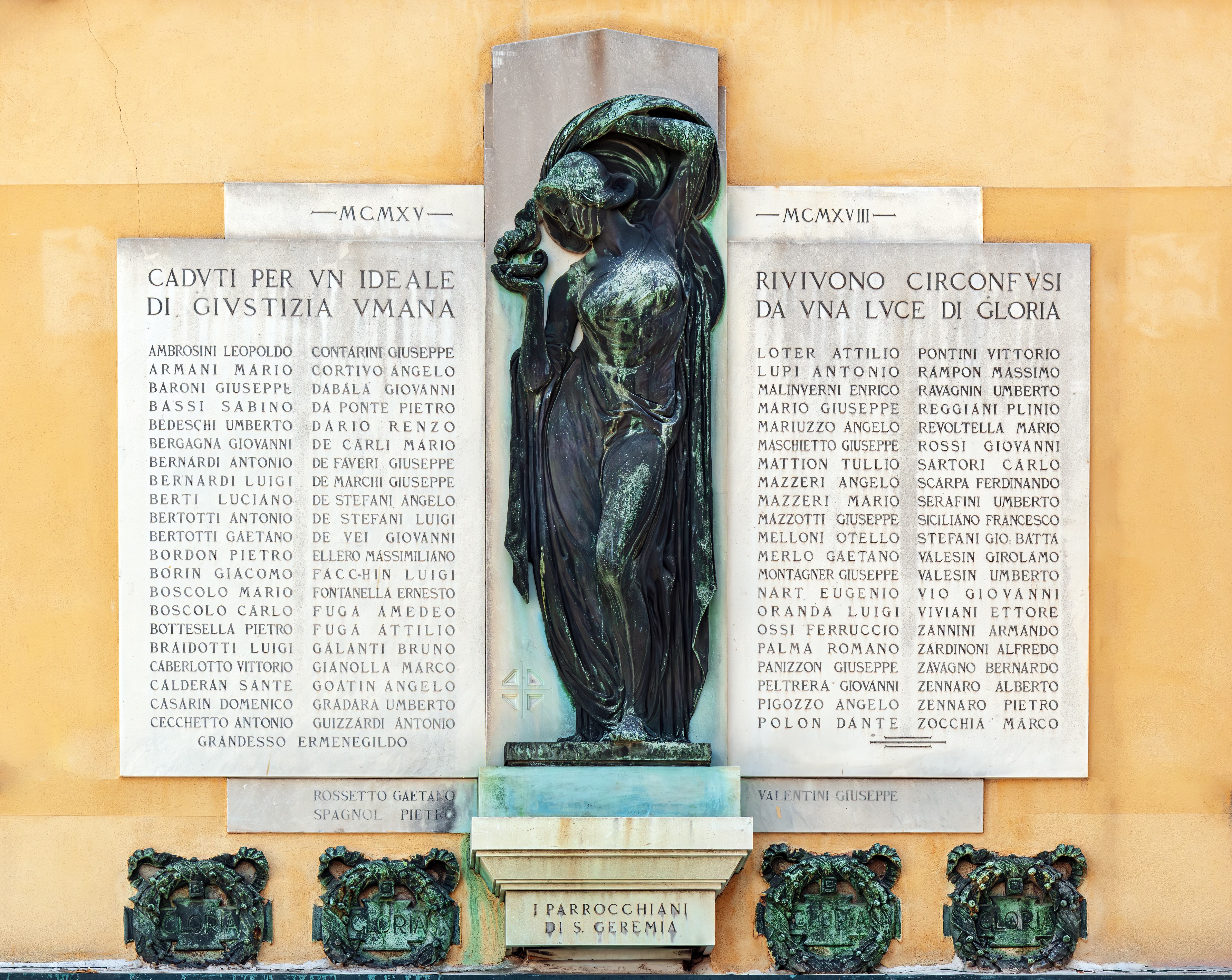
Monument aux morts - Salizada S.Geremia

## Cannaregio dans l'Art

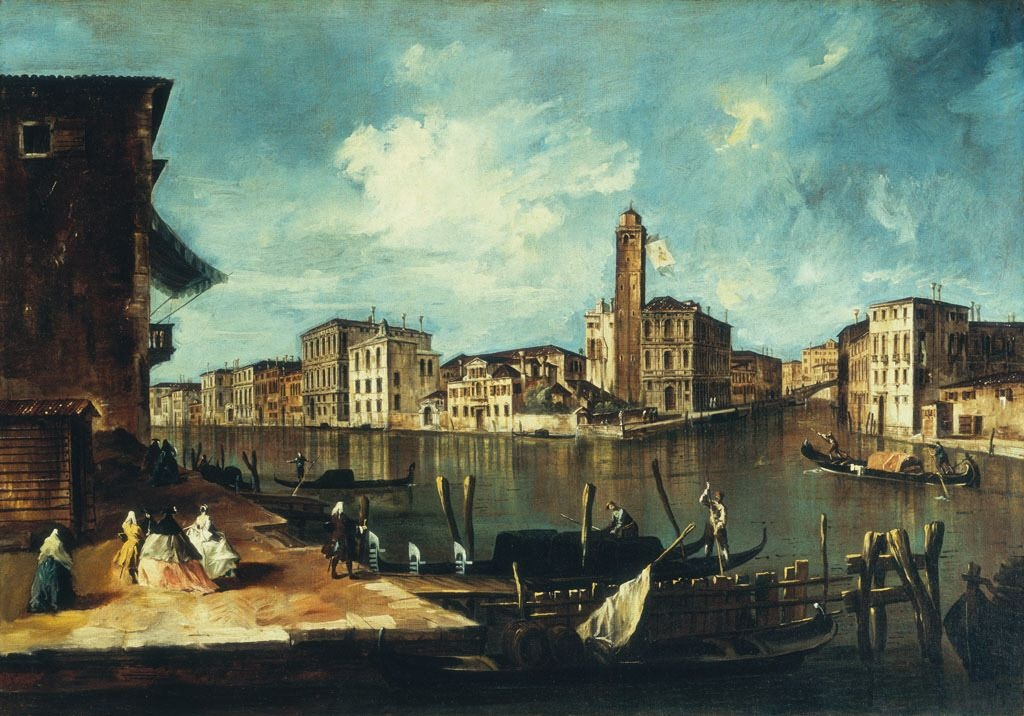
Venise, le Grand Canal avec San Geremia et l'entrée du Cannaregio, Francesco Guardi Musée d'Art de Baltimore.
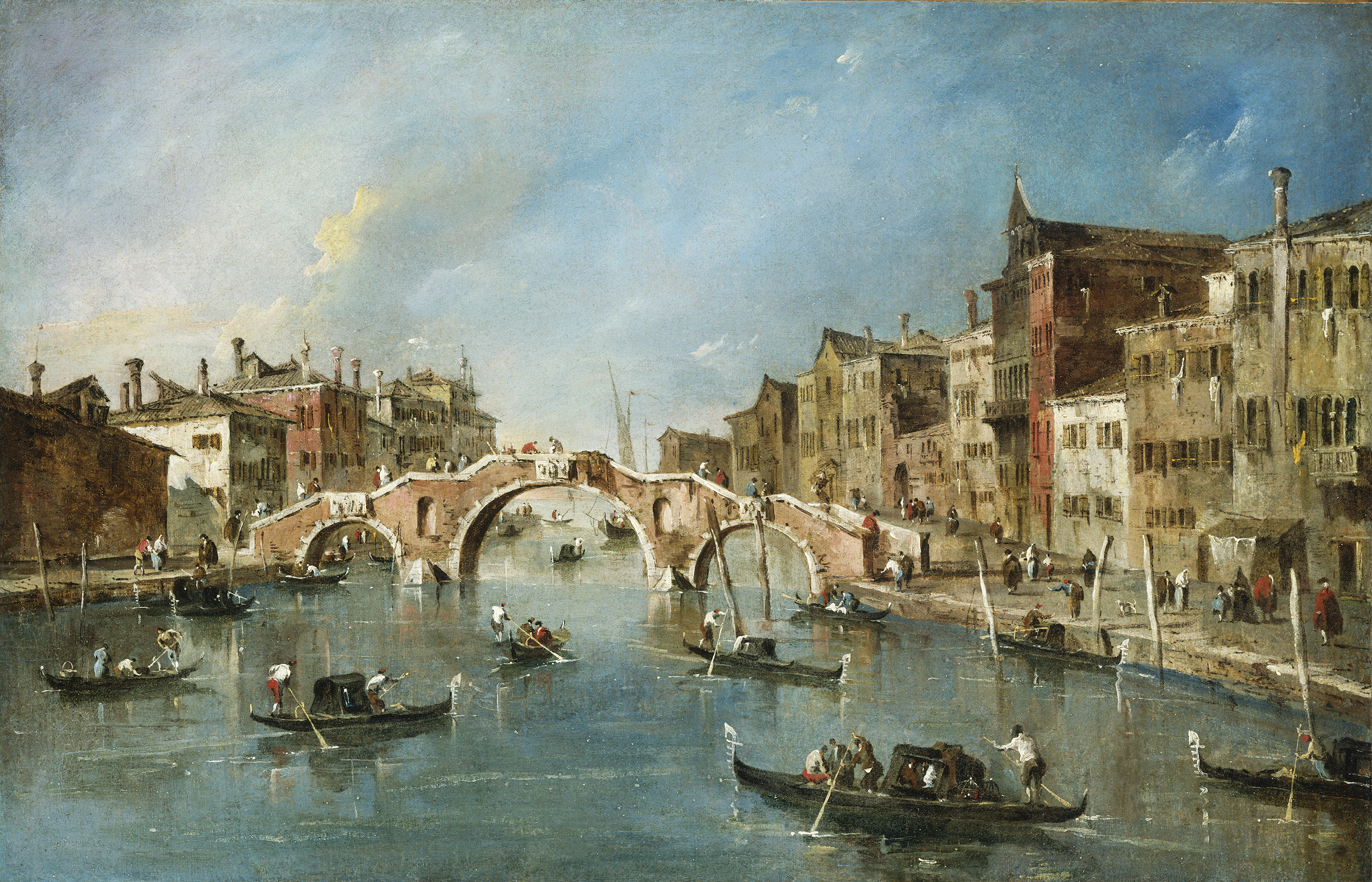
Le Canal de Cannaregio, Venise1775-1780 Francesco Guardi National Gallery of Art.